# Chharra Rafatpur
Chharra Rafatpur è una suddivisione dell'India, classificata come nagar panchayat, di 20.826 abitanti, situata nel distretto di Aligarh, nello stato federato dell'Uttar Pradesh. In base al numero di abitanti la città rientra nella classe III (da 20.000 a 49.999 persone).

## Geografia fisica
La città è situata a 27° 55' 60 N e 78° 25' 0 E e ha un'altitudine di 175 m s.l.m..

## Società

### Evoluzione demografica
Al censimento del 2001 la popolazione di Chharra Rafatpur assommava a 20.826 persone, delle quali 11.021 maschi e 9.805 femmine. I bambini di età inferiore o uguale ai sei anni assommavano a 3.461, dei quali 1.823 maschi e 1.638 femmine. Infine, coloro che erano in grado di saper almeno leggere e scrivere erano 10.882, dei quali 6.631 maschi e 4.251 femmine.